# Ramon II de Tolosa
Ramón II (861-923), comte de Tolosa, de Carcí, Nimes i l'Albí, i temporalment comte de Roergue.

## Orígens familiars
Va ser el fill gran de Odó I de Tolosa i Garsenda d'Albi, comtessa d'Albi, filla d'Ermengol d'Albi,

## Vida
El 886, a la mort de Bernat Plantapilosa, el seu pare Odó I rebia del rei el comtat de Tolosa, mentre Ramon va rebre l'administració dels comtats de Nimes i l'Albí, el primer per delegació i el segon per herència materna. El 898, el seu pare el va fer comte de Roergue. Vuit anys més tard, el 906, Ermengol, germà de Ramon, va rebre del seu pare el comtat de Roergue i els va fer a tots dos, comtes de Tolosa. A la mort de Odó el 918, el comtat de Tolosa va quedar en mans de Ramon, mentre que Ermengol va rebre Roergue, i el comtats de Nimes, Albi i Carcí van quedar indivisos. Ramon també va heretar del seu pare el títol de duc o marquès de Septimània. Va morir el 923.

## Núpcies i descendents
Ramon es va casar Guinidilda de Barcelona, filla de Guifré el Pilós, amb la qual va tenir un únic fill i hereu:
- Ramon III de Tolosa, comte de Tolosa (923-~950)